# Ixalotriton
Ixalotriton is een geslacht van salamanders uit de familie longloze salamanders (Plethodontidae). De groep werd voor het eerst wetenschappelijk beschreven door David Burton Wake en Jerry Douglas Johnson in 1989.
Er zijn twee soorten die voorkomen in delen van zuidelijk Noord-Amerika en endemisch leven in Mexico.

## Taxonomie
Geslacht Ixalotriton
- Soort Ixalotriton niger
- Soort Ixalotriton parvus